# 羊山街道
羊山街道，是中华人民共和国河南省信阳市平桥区下辖的一个乡镇级行政单位。

## 行政区划
羊山街道下辖以下地区：
羊山街社区、羊山一街社区、羊山二街社区、羊山四街社区、羊山五街社区、北道口社区、工人街社区、京汉街社区、广水湾社区、天桥街社区、二七街社区、青龙街社区、青龙北街社区、青山街社区、新村社区和前卫社区。